# 科能
英商科能有限公司（Canonical Ltd.） 是一家私人公司，由南非的企业家马克·沙特尔沃思创建，主要为了促进开源软件项目。Canonical在曼島登记注册，其雇员分布在世界各地，其主要办事处在伦敦，在波士顿、圣保罗、蒙特利尔、上海、台北和马恩岛也有分公司。

## Canonical赞助的项目
Canonical公司支持并创建了几个项目，主要都是自由/开源软件（FOSS）或是一些旨在改善自由软件开发者和贡献者的工具。

### 开源软件

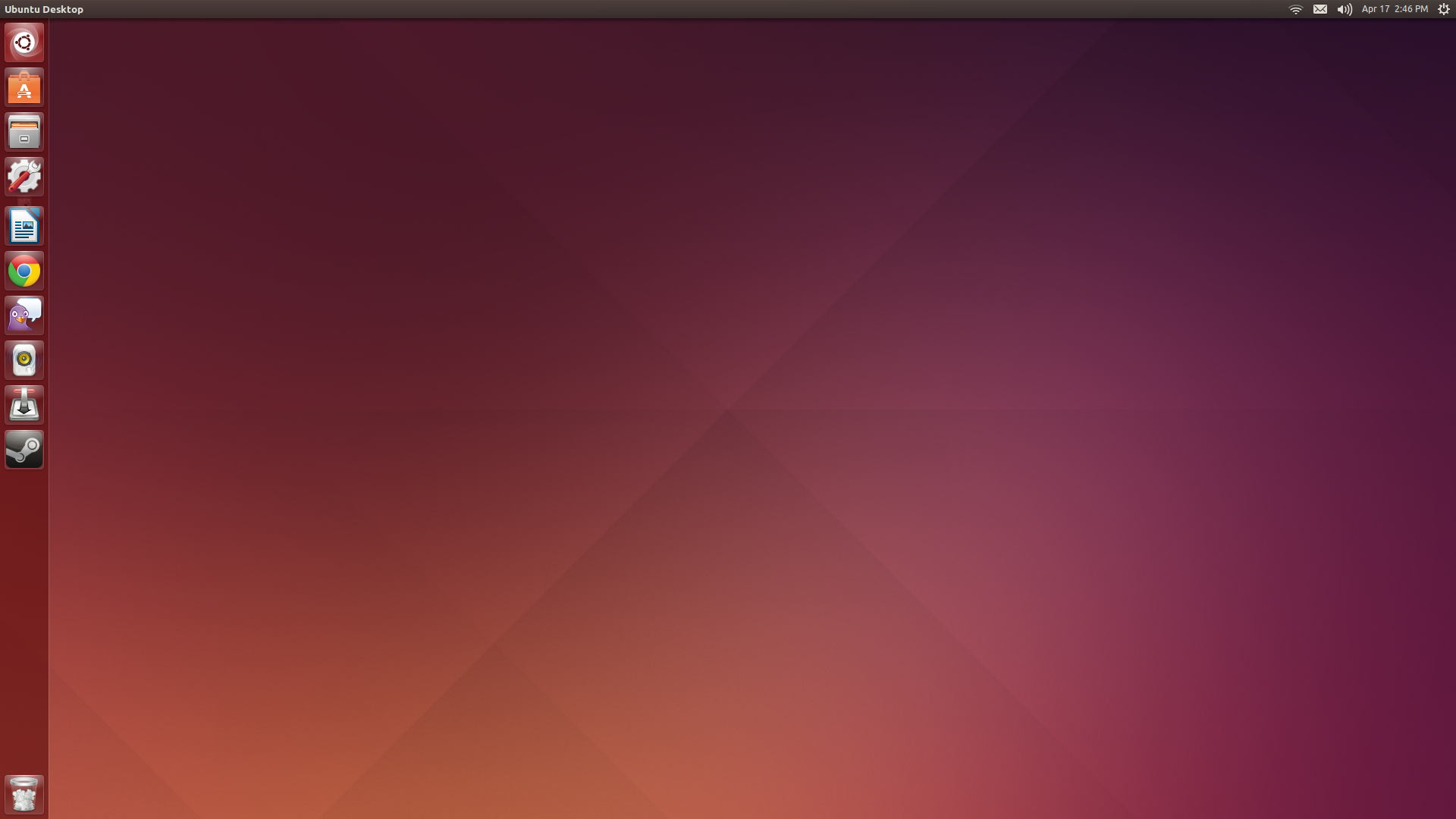
Ubuntu 14.04版的截圖

- Ubuntu家族的Linux发行版
  - Ubuntu[5]，一个基于Debian的Linux发行版，使用GNOME桌面环境。
  - Kubuntu[6]基于Ubuntu的一个发行版本，采用KDE为其预定桌面环境。現已改由bluesystems贊助。
  - Xubuntu，基于Ubuntu的一个发行版本，它采用Xfce为其预定桌面环境，主要面向旧式电脑的使用者和追求更快捷的桌面环境的使用者。
  - Lubuntu，基于Ubuntu的一个发行版本，它采用LXDE为其预定桌面环境，特别适用于配备老旧的电脑。
  - Edubuntu[7]，Ubuntu的教育分支，包含了Linux终端机服务器计划，以及大量的教育应用程序。
  - Gobuntu，一个完全由自由软件组成的基于Ubuntu的发行版。
- GNU Bazaar[8]，一个分布式的版本控制系统。
- OpenCD（现已解散），一个为Windows用户提供的高质量自由及开放源代码软件的集合。该项目带有一个易于使用的安装程序，运行在Windows上，可以覆盖大部分任务。比如说包含GIMP、OpenOffice.org、Mozilla Firefox和PDF创建程序。
- Storm，一个用于Python的对象关系映射[9]，Launchpad代码的一部分。
- Upstart，Ubuntu基于事件的启动进程。
- Launchpad[10][11]是一个提供维护、支援或连络Ubuntu开发者的平台。
  - Rosetta，一个网上语言翻译工具，帮助软件本地化。
  - Malone。一个协作缺陷跟踪器，可以链接到其他缺陷跟踪器。
  - Soyuz，一个用来创建自定义发行版的工具，就像Kubuntu和Xubuntu。
  - Answers - 支持跟踪。
  - Blueprints - 一个规划软件未来功能的工具。
  - PPA - 个人档案包。

### 专有的项目

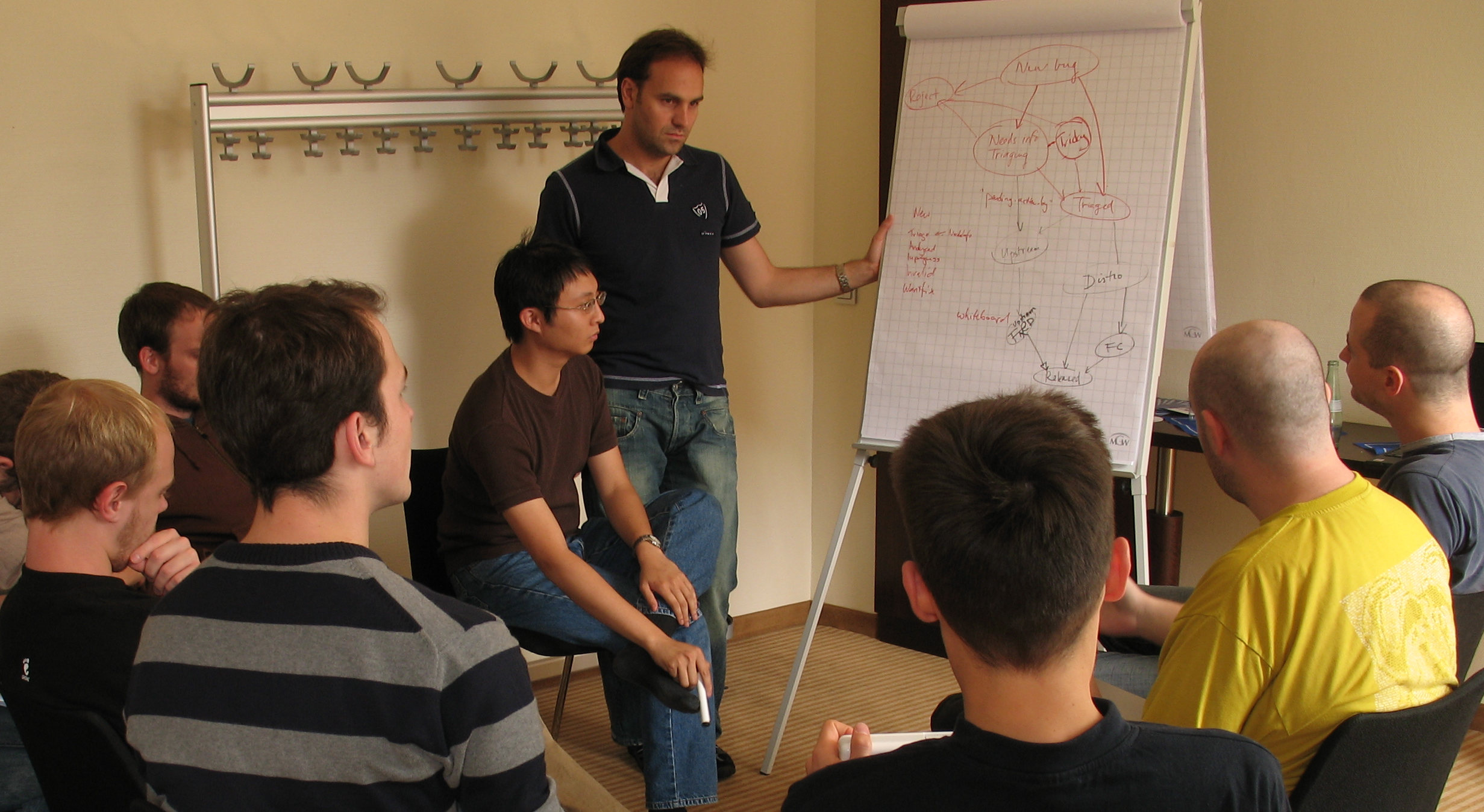
马克·沙特尔沃思Canonical公司的其他雇员在一起讨论Launchpad的设计。

- Landscape[12]，一种工具，可以通过一个网络浏览器来管理大量的Ubuntu系统。

## 业务计划
在2008年5月接受衛報采访时，马克·沙特尔沃思说，Canonical公司的商业模式主要是基于软件的服务，并解释说，Canonical还不能收支平衡，仍需要持续的投资。马克还说，我们认为软件的未来就是不需要授权的，人们可以在第一时间免费得到他们想要的软件，公司依赖软件的服务盈利，这是未来的发展趋势。
这个战略类似于Red Hat在20世纪90年代的经营战略。

## 雇员

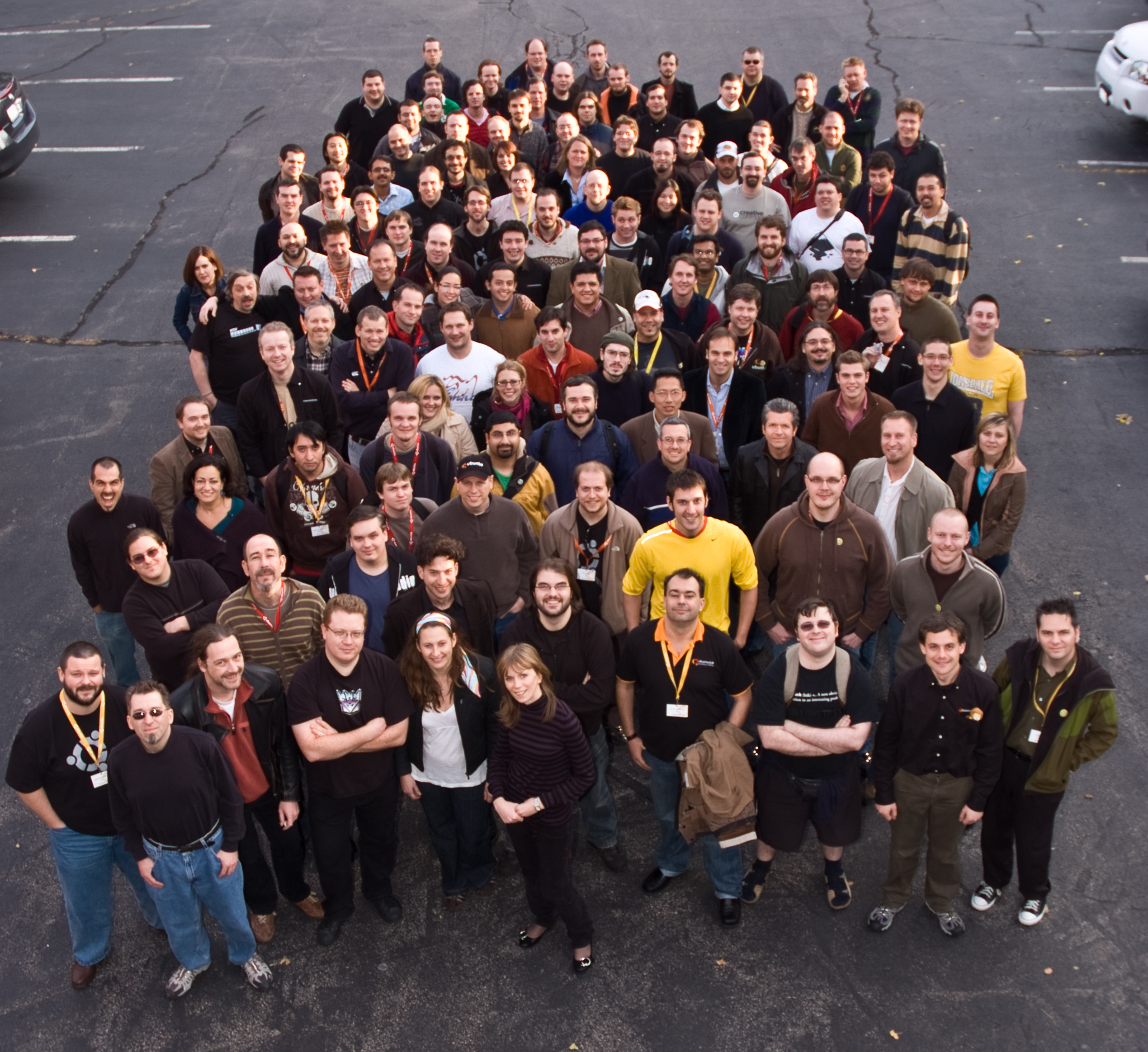
100多个Canonical公司员工于2007年的“All Hands”公司会议上一起照相。

### 当前
当前著名的Canonical公司雇员包括：
- 马克·沙特尔沃思（Mark Shuttleworth），Ubuntu项目的创始人，Debian早期开发者之一， Thawte的创始人。（2004–）

### 过去
过去著名的雇员：
- 本·克林斯（Ben Collins），前Debian项目领导人，内核的开发者。（2006–2009）
- 大卫·米勒（Dave Miller），是Bugzilla的成员，第一个雇员。（2004）
- 杰夫·沃（Jeff Waugh），Canonical的早期雇员，负责企业发展。他于2006年7月离开Canonical，以便更充分地关注他GNOME的项目中的工作。（2004–2006）
- 本杰明·马可·希尔（Benjamin Mako Hill），核心开发人员和社区协调员。（2004–2005）
- 伊恩·杰克逊（Ian Jackson），dpkg的开发者和前Debian项目领导人。（2005–2007）
- Lars Wirzenius，Linux内核的第一位贡献者，林纳斯·托瓦兹过去的同事。（2007–2009）
- Scott James Remnant，长期的Debian开发者，他维护GNU Libtool、dpkg和其他一些重要的软件包。2006年，斯科特从Debian辞职。同时，他还是Planet聚合器的作者之一。在Canonical，他开发了Upstart系统初始化系统。（2004–2011）[14]
- 马特·齐默曼（Matt Zimmerman），Debian安全小组早期的成员，曾是 Canonical 公司／Ubuntu的首席技术官。（2004–2011）[15]
- Jono Bacon，是LugRadio的一个参与者。他是Canonical新的Ubuntu社区领导人。（2006–2014）
- 周鼎，Ubuntu Tweak的作者。（2011–2013）[16]

## 办公
Canonical公司最初是一个完全虚拟的组织，员工都在家里工作。该公司目前在伦敦威斯敏斯特附近的米尔班克大廈的27层有一处办公地点。在2006年夏天，Canonical公司在魁北克的蒙特利尔开设了一处办事处来容纳他们的全球支持和服务设施。
在2009年春天，Canonical公司宣布在台北101大樓設立辦公據點，以便與台灣發達的PC製造業作更緊密地結合。